# Haematopota remota
Haematopota remota är en tvåvingeart som beskrevs av H. Oldroyd 1952. Haematopota remota ingår i släktet Haematopota och familjen bromsar.
Artens utbredningsområde är Etiopien. Inga underarter finns listade i Catalogue of Life.